# میان خورشیدهای همیشه
البوم میان خورشیدهای همیشه چهارمین آلبوم گروه موسیقی رستاک است که به مناسبت شب یلدا در سال ۱۳۹۵ منتشر شد . این اثر به آهنگسازی و سرپرستی سیامک سپهری و خوانندگی فرزاد مرادی و بهزاد مرادی توسط موسسه هنر اول و به صورت صوتی و تصویری روانه بازار موسیقی شد.

## همنوازان
- سیامک سپهری: سرپرست گروه و نوازنده تار
- فرزاد مرادی: خواننده و نوازنده عود، رباب، سه‌تار، دیوان، تنبورک و قوپوز
- بهزاد مرادی: خواننده و نوازنده دهل، ضرب، عود، سازهای افکتیو
- اکبر اسماعیلی‌پور: نوازنده، تار، سه‌تار، عود و تار آذری
- نگار اعزازی: نوازنده دف، دایره، بندیر، داربوکا، نقاره، پادوکا، سازهای افکتیو
- محمد مظهری: نوازنده کمانچه
- یاور احمدی فر: نوازنده دف، دایره، دهل، پیپه، سازهای افکتیو
- امید مصطفوی: نوازنده تنبک، کوزه، زنبورک، حلب، دهلک، کاسوره، سازهای افکتیو
- صبا جمالی: نوازنده قانون

سپهر سعادتی: نوازنده کنترباس و باس گیتار
- دینا دوستی: نوازنده کمانچه، قیچک، کمانچه آلتو
- فرزاد خورشیدسوار: نوازنده دف، دایره، دهل، کوزه، داربوکا
- بیتا قاسمی: نوازنده قیچک باس
- حامد بلندهمت: نوازنده سرنا، نی جفتی، دوزله، دونلی، بالابان
- یاسر نوازنده گرجی: نوازنده سرنا، بالابان، نی
- علیرضا یحیوی: نوازنده کرنا

## آهنگ ها
- سکینه (کرمان)
- بیوبریمش (خوزستان)
- ای یار (هرمزگان)
- هاوار
- بوتورای (کردستان)
- واسونک (فارس)
- زهیروک
- اله منی بارگ (بلوچستان)
- سنین یادگارین ( آذربایجان)
- لزگی